# The Power Within
Albums de DragonForce
Twilight Dementia
(2010) Maximum Overload
(2014)
Singles
1. Fallen World
Sortie : 18 février 2012
2. Cry Thunder
Sortie : 29 mars 2012
3. Seasons
Sortie : 10 juillet 2012

The Power Within est le cinquième album studio du groupe de power metal britannique DragonForce sorti le 15 avril 2012 sur Electric Generation Records en Europe, Roadrunner Records aux États-Unis, 3Wise en Australie et sur JVC Victor au Japon. C'est le premier opus de la formation où figure Marc Hudson au chant à la suite du départ de ZP Theart le 9 mars 2010.

## Liste des morceaux
| No  | Titre                        | Paroles                       | Musique          | Durée |
| --- | ---------------------------- | ----------------------------- | ---------------- | ----- |
| 1.  | Holding On                   | Sam Totman, Herman Li         | Totman           | 4:56  |
| 2.  | Fallen World                 | Totman                        | Totman           | 4:07  |
| 3.  | Cry Thunder                  | Totman, Li                    | Totman           | 5:17  |
| 4.  | Give Me the Night            | Totman, Li, Frédéric Leclercq | Totman, Leclercq | 4:29  |
| 5.  | Wings of Liberty             | Totman, Li                    | Totman           | 7:22  |
| 6.  | Seasons                      | Totman, Li, Leclercq          | Leclercq         | 5:05  |
| 7.  | Heart of the Storm           | Totman, Li                    | Totman           | 4:44  |
| 8.  | Die by the Sword             | Totman, Li                    | Totman           | 4:39  |
| 9.  | Last Man Stands              | Totman, Li, Leclercq          | Totman           | 5:12  |
| 10. | Seasons (Version acoustique) | Totman, Li, Leclercq          | Leclercq         | 4:27  |

Bonus de l'édition digital et vinyl
| No | Titre                                 | Durée |
| -- | ------------------------------------- | ----- |
| 1. | Cry Thunder (Répétition live)         | 5:13  |
| 2. | Heart of the Storm (Chœur alternatif) | 4:41  |
| 3. | Avant La Tempête (Instrumental)       | 2:01  |

Bonus de l'édition japonaise.
| No | Titre                                                 | Durée |
| -- | ----------------------------------------------------- | ----- |
| 1. | Power Of The Ninja Sword (reprise de Shadow Warriors) | 3:15  |

## Composition du groupe
- Marc Hudson – chant
- Herman Li – guitare, chœurs
- Sam Totman – guitare, chœurs
- Dave Mackintosh – batterie, chœurs
- Vadym Proujanov – claviers, chœurs
- Frédéric Leclercq – basse, chœurs

### Musiciens additionnels
- Emily Ovenden - Chœurs
- Clive Nolan - Chœurs